# 三鷹市 まちづくり研究員
三鷹市 まちづくり研究員（まちづくりけんきゅういん）は、三鷹市によるまちづくり関連事業の中の一つである。
三鷹まちづくり総合研究所が実施する。同研究所は、三鷹市が設置する組織である。
公募により市民等（公募市民）を「まちづくり研究員」に委嘱する。研究員が行う調査研究や論文作成を支援することを通じて、地域の課題解決や価値創造に役立つ幅広い分野の知見や提案を集めるとともに、多様な背景を持つ意欲ある人材を発掘し地域につないで、三鷹市のまちづくりの議論と実践をより豊かにしていくことを目指した事業である。
2020（令和2）年度より開始されている。

## 概要

### 事業主体
三鷹まちづくり総合研究所。同研究所は、三鷹市と三鷹ネットワーク大学推進機構が、三鷹市における総合的なまちづくりに資する調査研究を行うために共同で設置している機関である。

### 冊子
- 2021（令和3）年　№1　創刊号
- 2022（令和4）年　№2　第2号
- 2023（令和5）年　№3　第3号
- 2024（令和6）年　№4　第4号

### 過去の研究テーマ
令和5年度
【論文】
- コミュニティ・センターにおける音楽アウトリーチの実施による地域課題の解決可能性 ―連雀コミュニティ・センターでのコンサートを事例とし―
- 情報公開制度における文書の特定をめぐる諸課題に関する考察 ―三鷹市を事例に―
- 不確実性を伴うリスクを想定した自治体BCP策定のあり方に関する研究 ―三鷹市のリスク管理行政におけるリスクコミュニケーションとまちづくりの観点から―

【研究レポート】
- 自然と星空の三鷹を巡る安全ツーリズム ―「三鷹を好きになる！」地域力向上への取組み―
- 子どもの“物語的想像力”を育てる物語資産の開発と活用 ―三鷹市の観光と子どもの学習に役立つ物語型観光ツールの開発について―
- 子どもの調理力を育む地域の場づくりの推進 ―管理栄養士による子どもクッキングの実践から―
- 三鷹市と国際基督教大学の連携史 ―三鷹市まちづくり研究会の取り組みを中心に―

令和4年度
【論文】
- 事例研究から見る学びと活動の循環について ―生涯学習経験者の体験から読み取る―
- 死亡数の指標を用いた COVID-19 による影響の観察 ―前日の死亡数の最速で翌日公表に向けた市区でのブリコラージュな取り組みの提案―
- リスクコミュニケーションの「場」のデザインがもたらす三鷹市まちづくりへの有効可能性に関する研究 ―市民公開講座の実践から分かること―
- 子どもの“物語的想像力”を育てる物語資産の開発と活用 ―三鷹市とその周辺の地域観光資源・施設の持つ可能性について―

【研究レポート】
- 公の施設の共同運営における課題の一考察 ―「三鷹市星と森と絵本の家」を中心に―
- 自治が息づく三鷹で協同労働を実装化する ―労働者協同組合法制定・施行を契機に―
- 社会経済効果を考えたまちづくり事業の素描 ―産業連関分析による“緑陰のまち三鷹”試論―

令和3年度
【論文】
- 地域活性化に寄与する生涯学習に関する調査研究 ―高齢者のアクティブラーニングの意義を巡って―
- なぜ市と周辺住民との間で再開発計画の理解にギャップが生じたのか ―三鷹駅南口再開発基本計画（平成17年）しろがね通り通行機能をめぐって―
- 課題解決型図書館へ向けた実践的研究 ―三鷹市立図書館を事例として―
- 子育て期のインフォーマルなメンタリングの有効性 ―ファミリー・サポート・センターはメンター発見の機会を提供する機能を持つか―
- 三鷹市における新たなリスクコミュニケーションを促進するまちづくり体制の構築に関する研究 ―リスクコミュニティ形成と「ナッジ」の役割を事例に―
- 情報技術による市民参加の諸課題とそれに対する法的対応についての検討 ―三鷹市の市民参加・協働に関する条例の見直しを手掛かりとして―
- 三鷹市における文書管理の現状と課題に関する研究
- 三鷹市における「農福連携」による地域共生社会の実現の可能性 ―コロナ禍での福祉事業所（B型及び生活介護事業所）と農業従事者への聞き取りから―
- 三鷹市における地方自治体の内部監査のあり方について ―まちづくりの価値共創を目指して―

【研究レポート】
- 「都市のブランディングとシビック・プライドの醸成」 ―街を共想し、魅力を共創する“都市ブランドサイクル”―
- 「普段使いの小商い」によるまちづくり活性化の実践研究
- スマート農業で三鷹農産品のブランド強化 ―三鷹100年の森実現に向けて―
- クリエイティブ人材を育む「動物かんきょう会議」メソッドの実証研究 ―Animal SDGs（動物が語るSDGs） 三鷹モデルの開発と三鷹市での実践―
- 杏林大学×MISHOPの文化支援交流

令和2年度
【論文】
- 市民参加方法の解明と再構成についての試論 ―三鷹市のまちづくりディスカッションをめぐって―
- ｢まちづくり」に役立つ地図のスタイル研究 ―三鷹市「緑と水の公園都市」を事例として―
- 三鷹市インフラ施設の持続に資する効率的かつ効果的な官民連携方策の推進
- ｢まちの本屋」がまちづくりにもたらすもの ―三鷹における「本屋とまちづくり」を考える―
- 天文・宇宙テーマにしたまちづくり ―「みたか太陽系ウォーク」からの発展―
- 新様式ソーシャルアートビューがひらく新たな地域活動スタイル ―目の不自由な方と心の目でみる対話型絵画鑑賞の意義―

【研究レポート】
- 働く現役世代の地域活動のハードルを下げるためには ―プロボノワーカーへのインタビューからヒントを探る―
- 認知症介護者にもやさしいまち、三鷹 ―元介護者の視点からの検証―
- 子どもたちを守る犯罪の起きにくいまちづくり 犯罪が起きる「場所」の研究と犯罪を未然に防ぐ環境整備実践活動レポート
- 地域共生社会における美術館の在り方と公共性 ―アート・コミュニケーション事業から考える市民参加と第三の場―
- 三鷹市における地域資源を活用したヘルスツーリズムプログラムの可能性
- 子どもたちにつなぐ 食と農で描く、自然と調和したまち “みたか100 年の森”の物語 ―学校給食の地産地消と有機化の促進― みたか100 年の森の和を醸成する人々